# Boskovice
Boskovice (in ceco: /ˈboskovɪʦɛ/) è una città della Repubblica Ceca.

## Posizione
La città si trova nell'altopiano della Drahanská, a circa 40 km a nord di Brno, nella regione della Moravia, e a circa 200 km a est dalla capitale Praga.

## Storia
Boskovice è stata probabilmente fondata nell'XI secolo. È sede di una delle più grandi comunità ebraiche della Moravia.

## Monumenti
- Rovine del castello gotico (XIII secolo)

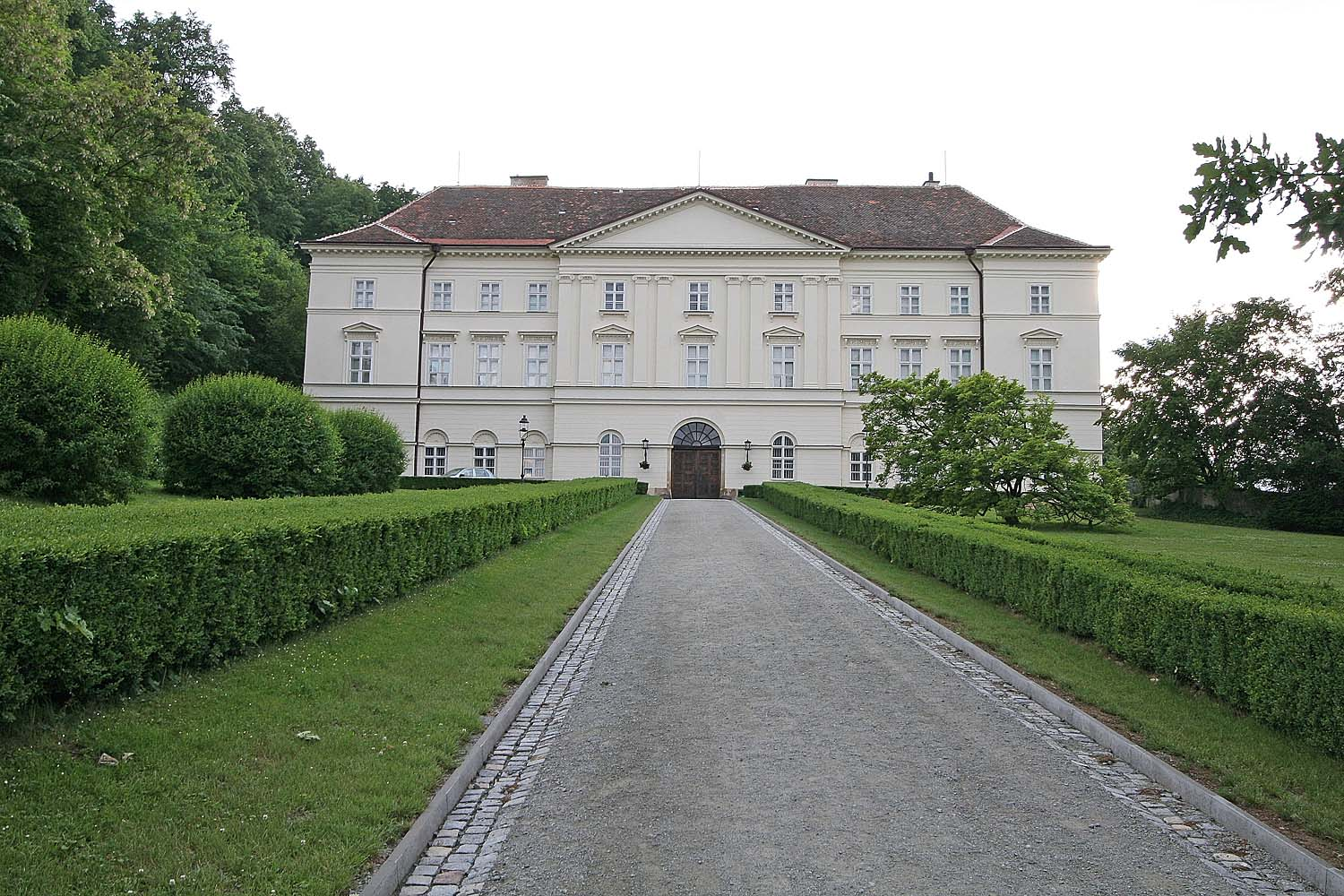
Il castello in stile impero

- Chiesa di San Giacomo Maggiore
- Castello in stile impero
- Cimitero ebraico (XVII secolo)
- La Grande Sinagoga

### Il castello di Boskovice
Si tratta di una costruzione in stile impero, risalente agli anni 1819-1826, sulla base degli edifici dell'originale convento della seconda metà del XVII secolo.
Dopo essere stato nazionalizzato negli anni della Cecoslovacchia comunista, nel 1992 il castello venne restituito alla famiglia dei Mansdorff-Pouilly.
Gli interni sono arricchiti da collezioni di arredi, artigianato, cristalli e ceramiche; vi è una biblioteca e un salotto musicale con strumenti d'epoca.
Un giardino e un parco circondano il castello, e sulla collina adiacente sorgono le rovine del castello gotico.

## Amministrazione

### Gemellaggi
- Rawa Mazowiecka
- Levice
- Frasnes-lez-Anvaing